# Rynek w Prudniku
Rynek w Prudniku – rynek miejski położony w centrum Prudnika, stanowiący główny plac Starego Miasta. Wytyczony na planie prostokąta w czasie lokacji miasta. Centralną część placu zajmuje ratusz.

## Historia
Przy rozplanowaniu prudnickiego Rynku użyta została flamandzka jednostka miary, tzw. „sznur flamandzki”. Jego powierzchnia została wyznaczona na 2 × 1 sznura, czyli 3 wężyska, co równa się 1 morgowi (20 × 15 prętów). Po raz pierwszy nazwa Rynku pojawiła się w dokumencie z 1481. W centrum placu zbudowano drewniany ratusz. Po zachodniej stronie ratusza swoje lokale posiadali kramarze. W 1570 Rada Miejska w Prudniku poleciła wznieść w Rynku murowany dom kramarzy.
Kolumna Maryjna na Rynku została postawiona w 1694. Wzorowana była na kolumnie na Marienplatz w Monachium. W 1696 na Rynku wzniesiona została Fontanna Habsburgów – najstarsza fontanna na Śląsku Opolskim.

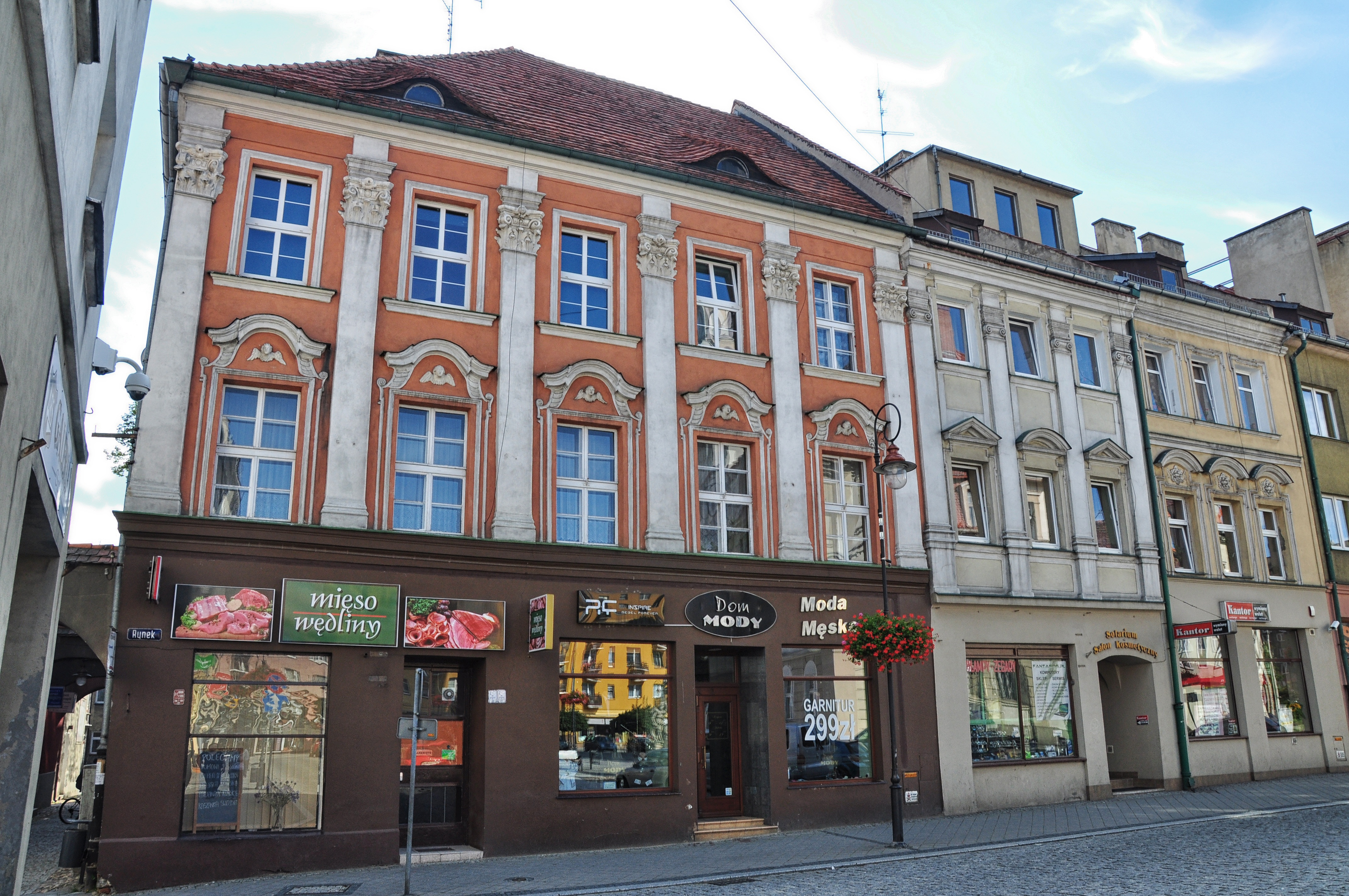
Kamienica Weidingerów, zbudowana w 1769

W 1733 w południowo-wschodnim narożu Rynku postawiono figurę św. Jana Nepomucena. W grudniu 1756, w okresie III wojny śląskiej, na Rynku w Prudniku powieszono za dezercję polskiego szlachcica Mateusza Kutkowskiego. W 1769 w Rynku zbudowano kamienicę Weidingera, która przetrwała do czasów współczesnych. 28 lutego 1779 w trakcie wojny o sukcesję bawarską Austriacy przeprowadzili atak artyleryjski na Prudnik, przez co spaliło się prawie całe miasto, wraz z zabudową rynkową i ratuszem. Został on odbudowany dzięki pomocy finansowej króla Fryderyka II. 20 sierpnia 1788 przez Prudnik przejeżdżał król pruski Fryderyk Wilhelm II z orszakiem. Król został zakwaterowany w ratuszu, a jego syn Fryderyk Wilhelm III i hrabia Brühl gościli w domu Antoniego Königera przy Rynku. Odbył się bal z udziałem króla. Król opuścił Prudnik następnego dnia.

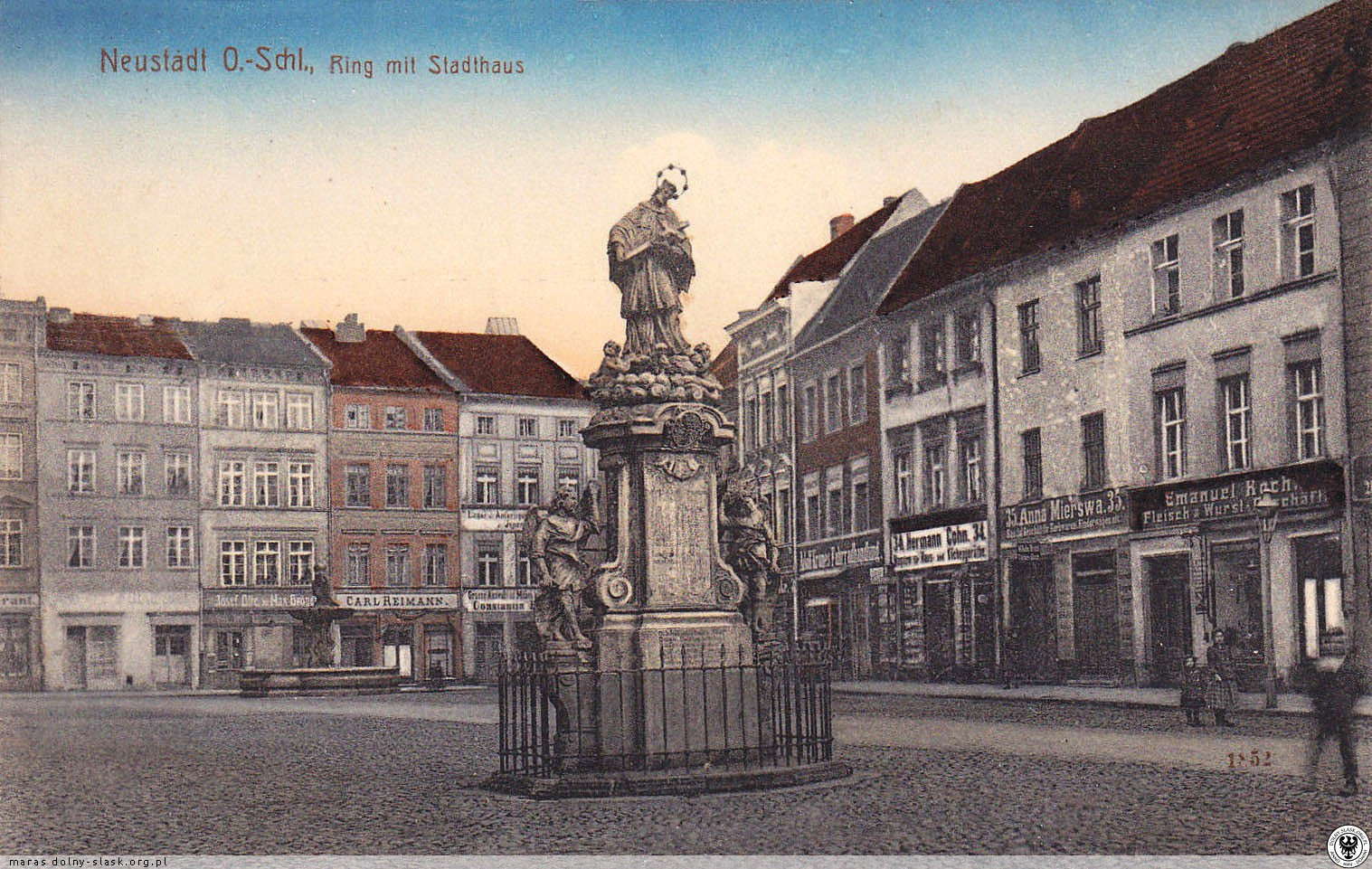
Figura św. Jana Nepomucena (1900)

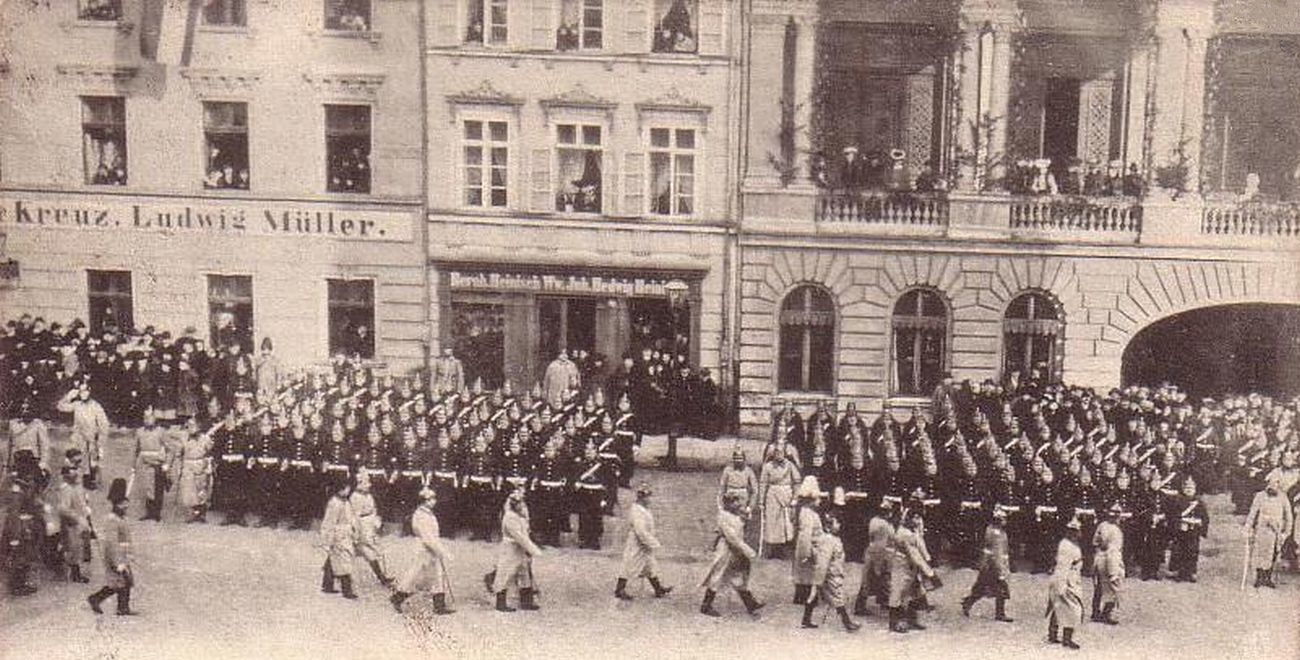
Parada wojskowa przed hotelem Goldenes Kreuz i Urzędem Miejskim

W 1810 w Rynku zainstalowano cztery olejowe latarnie. W latach 1819–1870 w kamienicy przy Rynku 13 działała komora celna. Samuel Fränkel otworzył swój sklep w kamienicy w południowej części zachodniej pierzei Rynku po przybyciu do Prudnika w 1827. W 1840 30 ulicom i placom w mieście nadano nazwy, które zostały umieszczone na blaszanych tablicach. Rynek otrzymał wówczas nazwę Markt. Później funkcjonowała nazwa Ring. Według planu katastralnego z połowy XIX wieku, blok śródrynkowy mieścił 11 budynków: po 5 od strony północnej południowej oraz 1 od strony północnej przylegający do ratusza. W 1856 zniszczone kamienice rynkowe zostały wyremontowane. W 1862 wschodnia, zachodnia i północna część Rynku została wyłożona płytami granitowymi. 24 września 1866 na prudnickim rynku świętowano zwycięski powrót 6 Pułku Huzarów z wojny prusko-austriackiej, a 3 września 1870 świętowano wzięcie Napoleona III do niewoli. W 1896 w północnej pierzei wzniesiono gmach Urzędu Miejskiego.

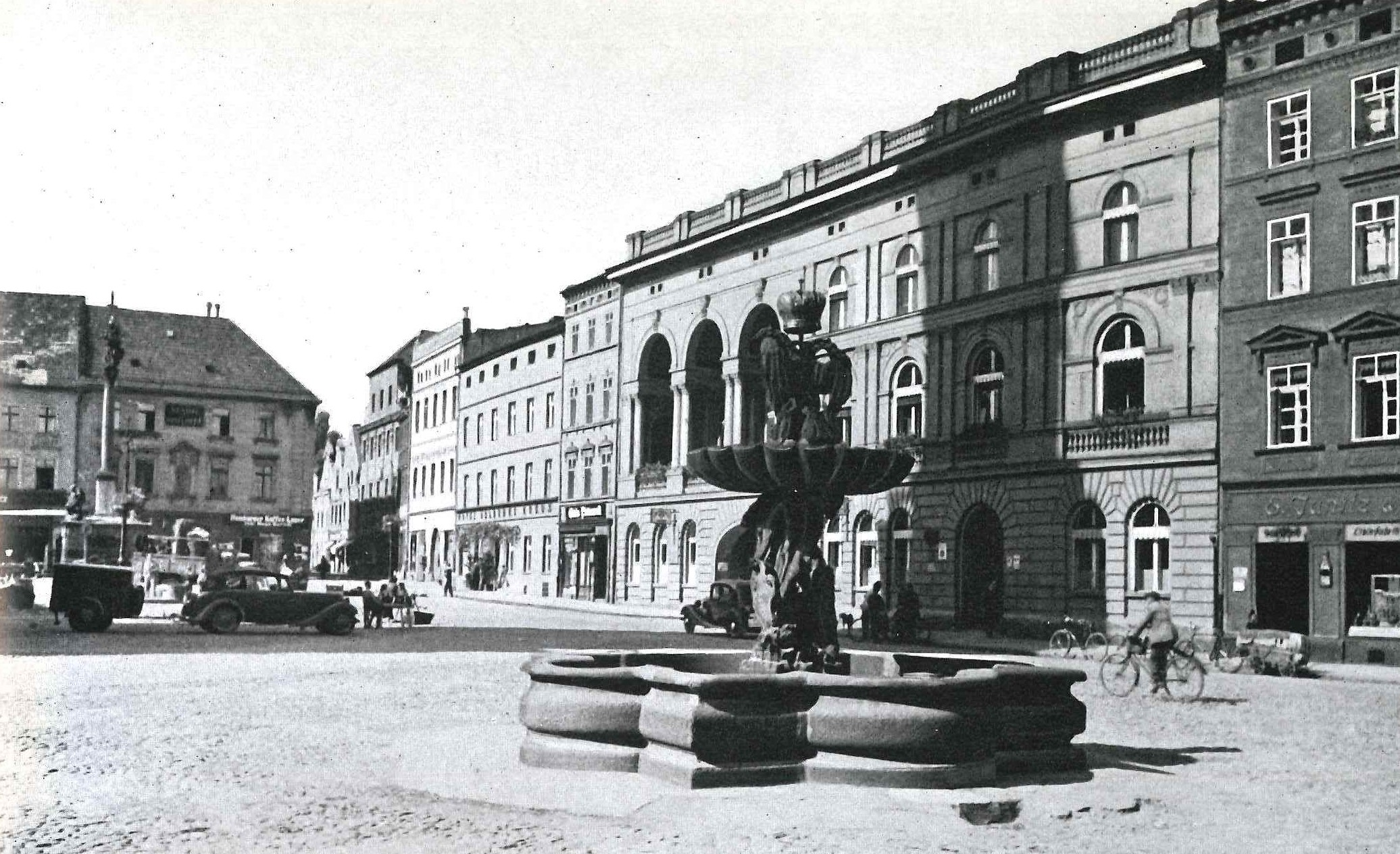
Fontanna Habsburgów, Urząd Miejski oraz Kolumna Maryjna (lata 30. XX wieku)

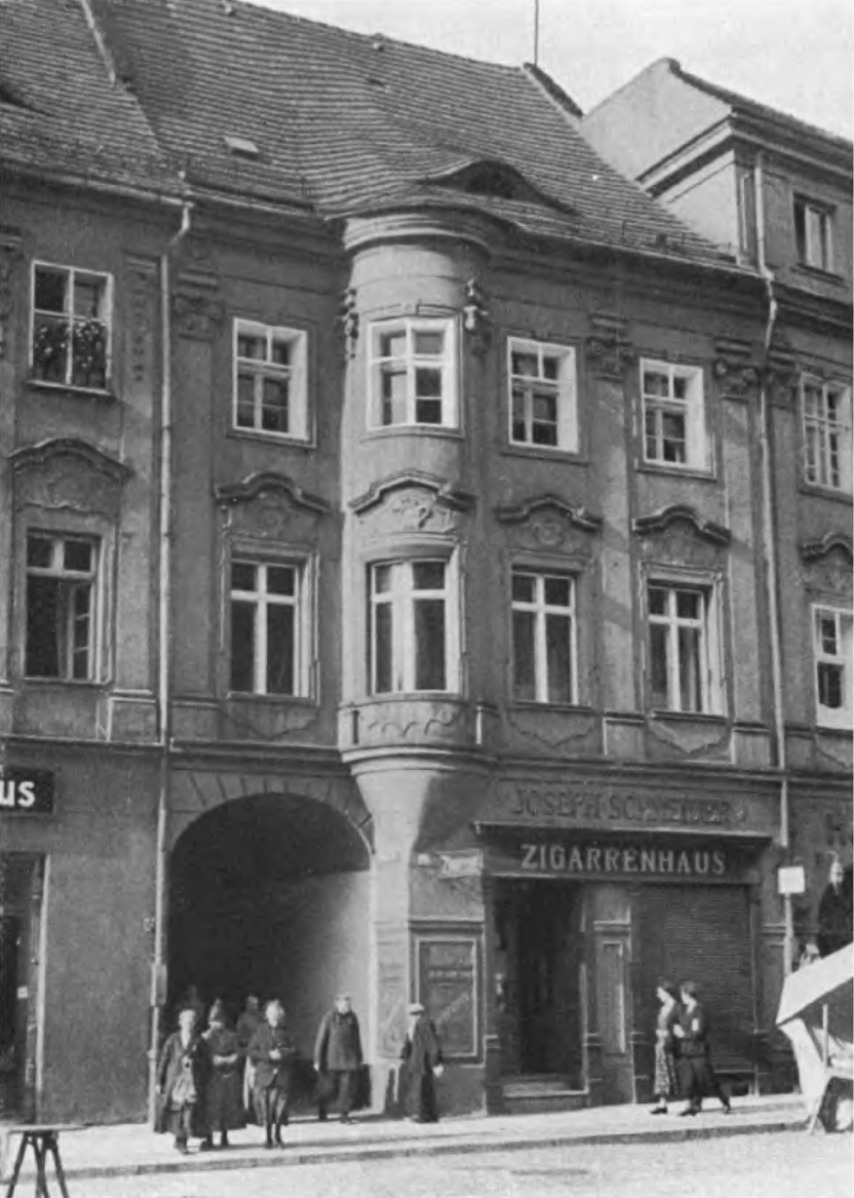
Bank Bodländera (1938)

31 marca 1903 na Rynku odbyło się przywitanie 57 Pułku Artylerii Polowej, który zakwaterowano w mieście. Na początku XX wieku w jednej z restauracji przy Rynku odbywały się projekcje filmów. Od 27 czerwca do 2 lipca 1925 na Rynku odbywały się zabawy i koncerty muzyczne z okazji obchodów 700-lecia istnienia miast Biała i Głogówek. W latach 30. XX wieku w kamienicy Weidingerów znajdował się gabinet dentystyczny Antoniego Błaszczyńskiego. W południowej części wschodniej pierzei Georg Schmolke prowadził sklep obuwniczy dla kobiet i dzieci, a Ernst Keyl sklep jubilerski. W środkowej części południowej pierzei znajdowała się kawiarnia Ringkafe, a także bank Maxa Bodländera. W zachodniej pierzei znajdował się Hotel Central, sklep z wyrobami metalowymi Maxa Pelza, a także apteka Stadtapotheke, którą prowadził Franz Krzeminski.

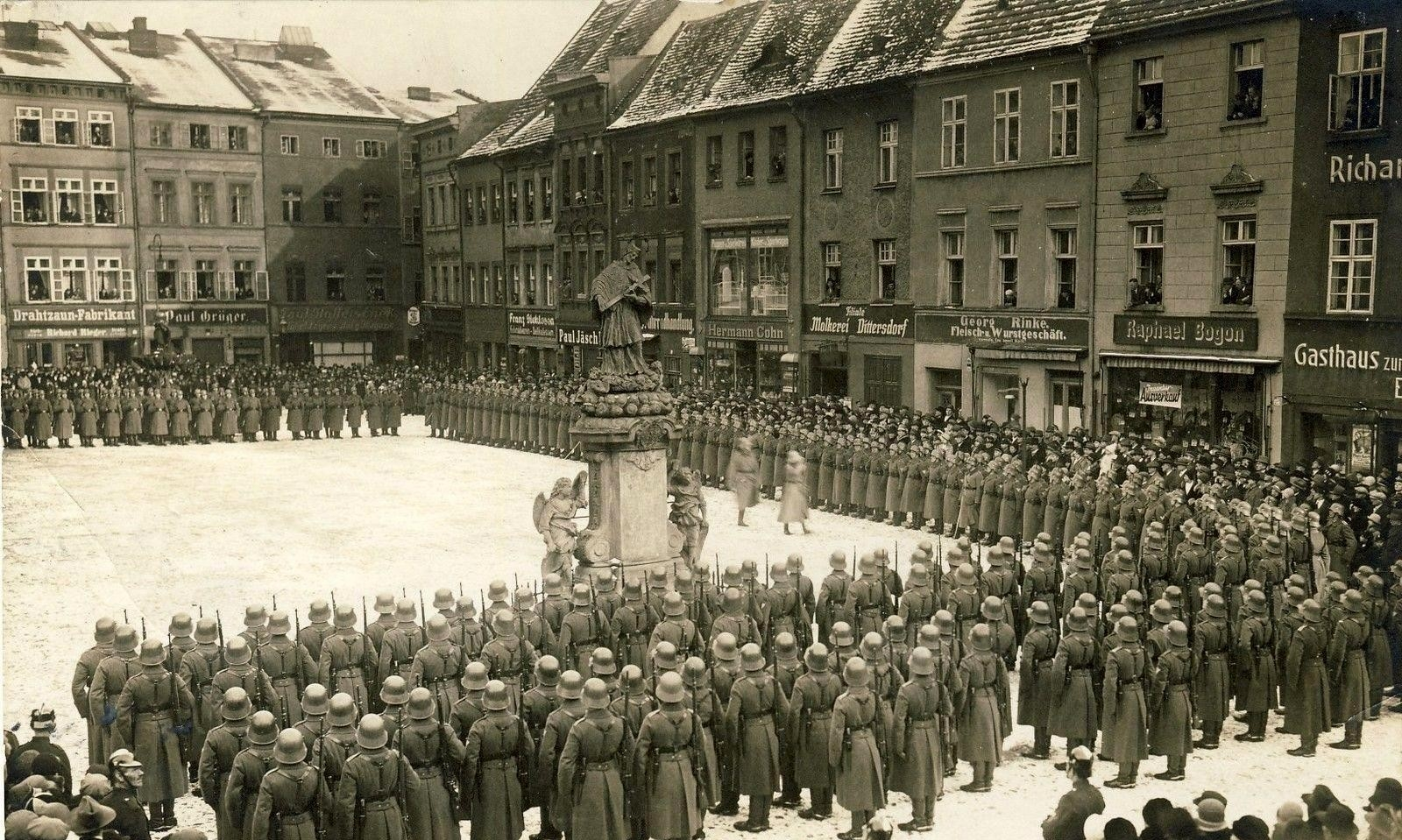
Niemieckie wojsko na Rynku

Przed II wojną światową na Rynku organizowano parady wojskowe. Podczas działań wojennych w Prudniku północna pierzeja Rynku z Urzędem Miejskim została ciężko uszkodzona przez nalot sowieckiego samolotu 17 marca 1945. Według proboszcza Franza Pietscha bombardowanie było spowodowane wystrzeleniem błędnych znaków świetlnych przez pijanych Rosjan. Zniszczona została kamienica z hotelem Goldenes Kreuz. Zawaliła się większość zabudowy śródrynkowej, składającej się z 10 kamienic.

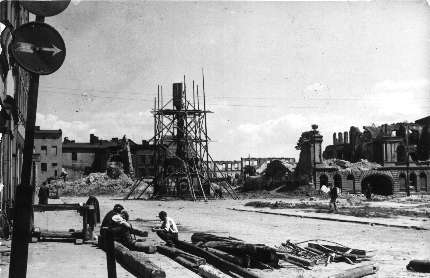
Rozbiórka zabudowy rynkowej (lata 50. XX wieku)

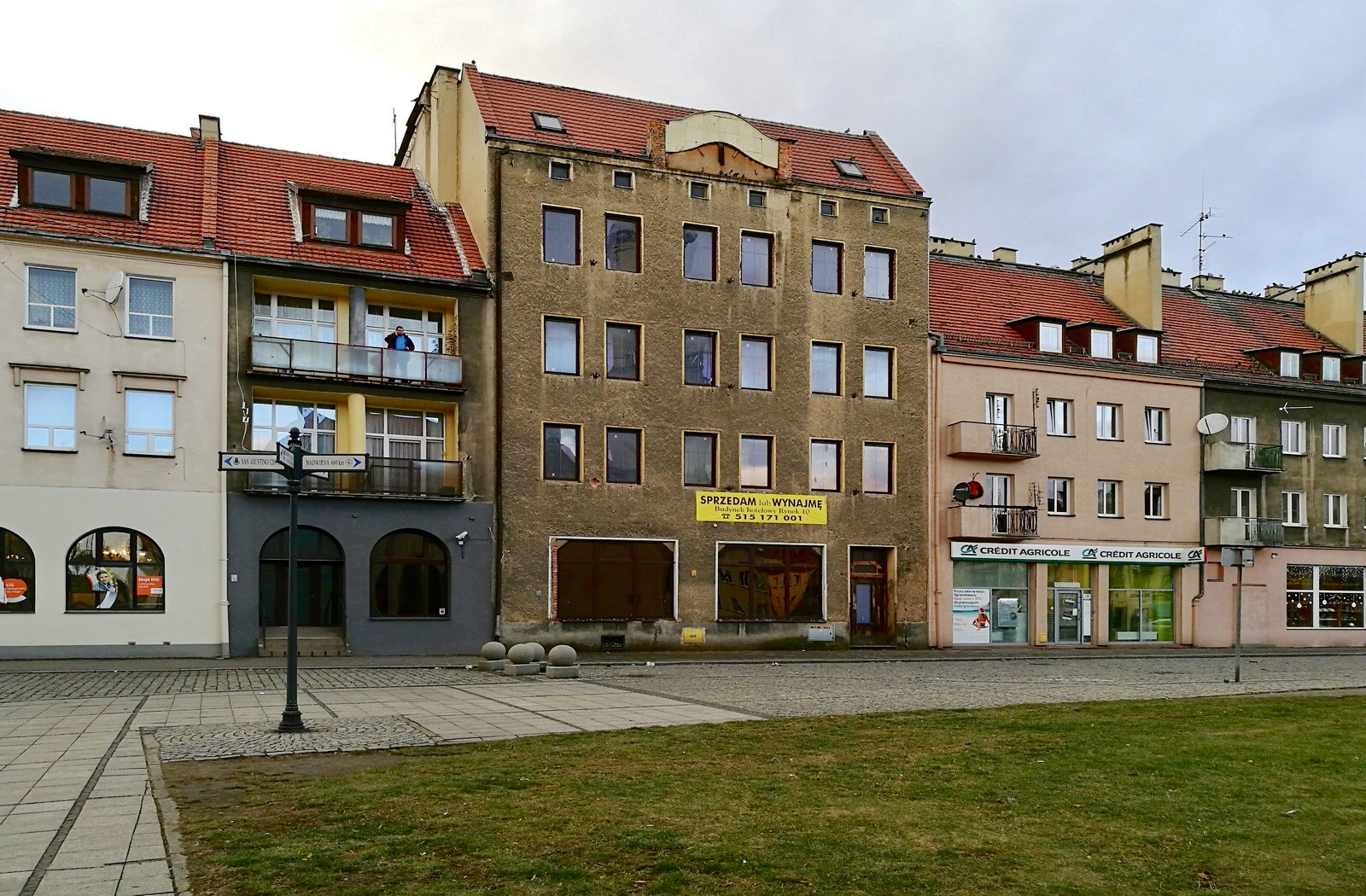
Pośrodku budynek, w którym mieścił się Hotel Centralny

Po zakończeniu II wojny światowej i przejęciu Prudnika przez administrację polską w rynkowych kamienicach funkcjonowały m.in. wędliniarnia Stanisława Zgierskiego oraz Hotel Centralny. Na przełomie lat 50. i 60. XX wieku większość starych kamienic Rynku zostało wyburzonych. W zabudowie śródrynkowej pozostały dwie kamienice. W miejscu dawnego zakładu zegarmistrzowskiego w południowej pierzei Rynku powstał tunel łączący Rynek z ul. Sobieskiego.

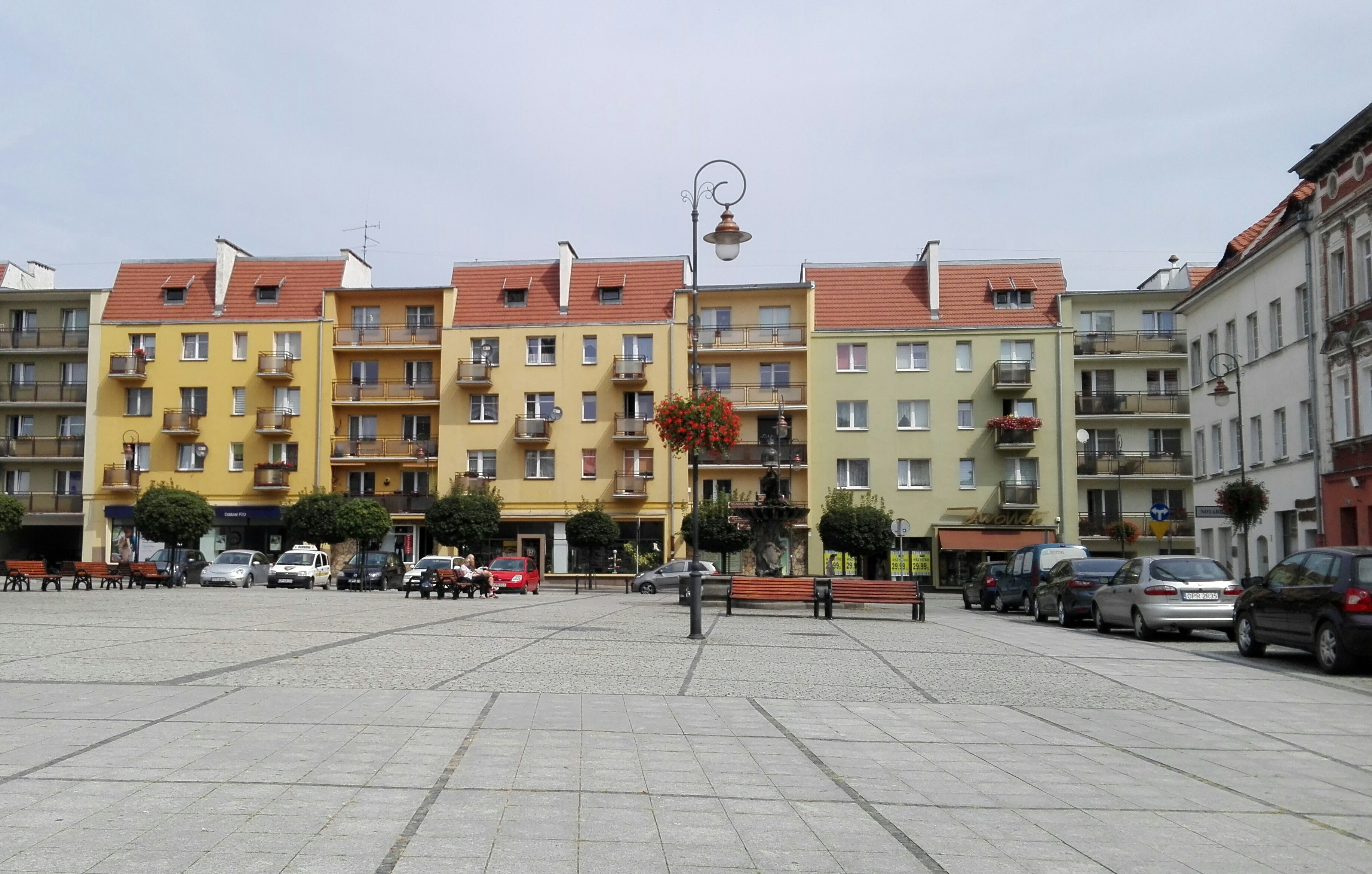
Północna zabudowa rynku powstała w latach 60. XX wieku

W latach 1959–1963 Rynek otrzymał nową zabudowę. Od początku 60. XX wieku w zachodniej pierzei Rynku funkcjonowała restauracja „Arkady”. Hotel Centralny zakończył działalność w latach 70. XX wieku. Przy tunelu w południowej pierzei Rynku działał pierwszy w Prudniku sklep samoobsługowy „SAM”, przez mieszkańców nazywany „U Magdziarza” (od nazwiska kierownika sklepu). W północnej pierzei mieściły się sklep „1001 drobiazgów”, a także sklep obuwniczy. W latach 60. i 70. XX wieku na Rynku odbywały się główne obchody świąt państwowych.

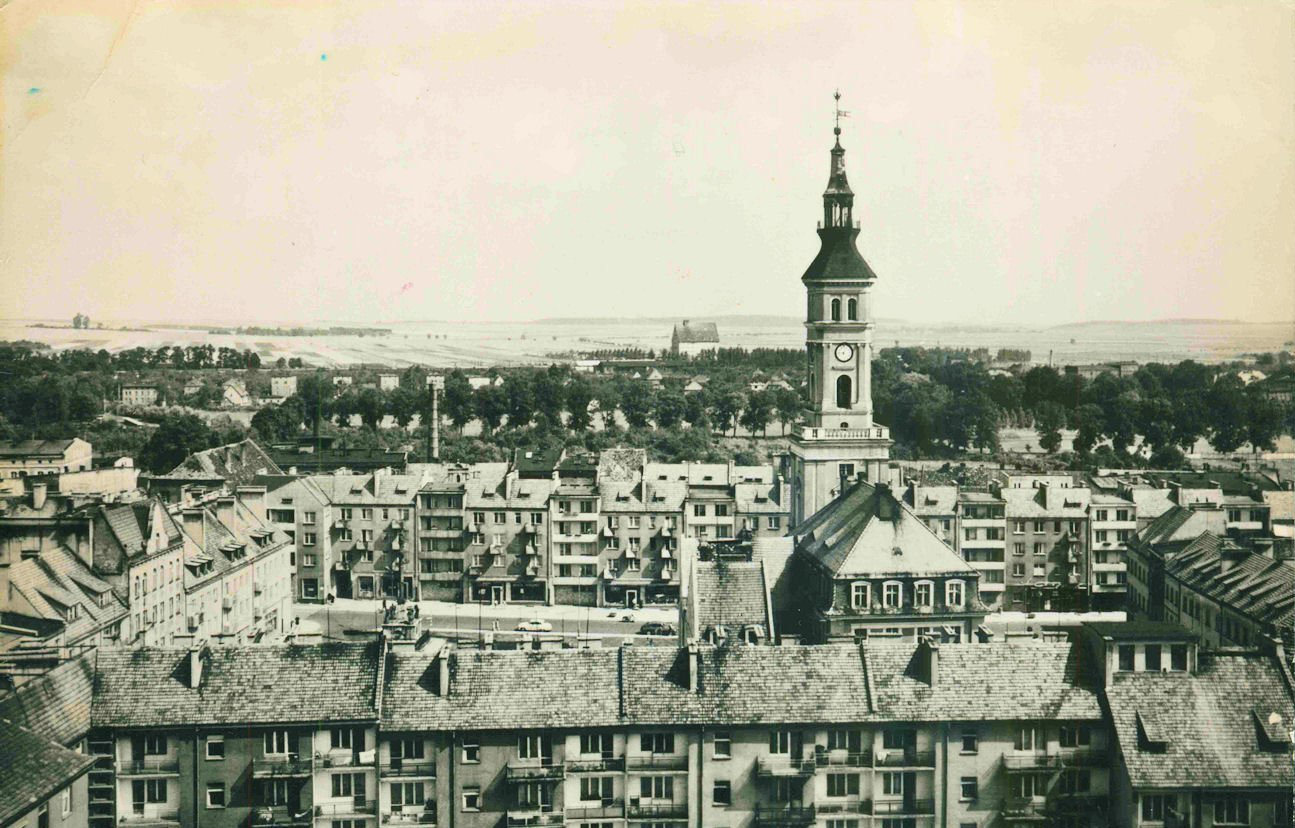
Widok na Rynek w Prudniku (1965)

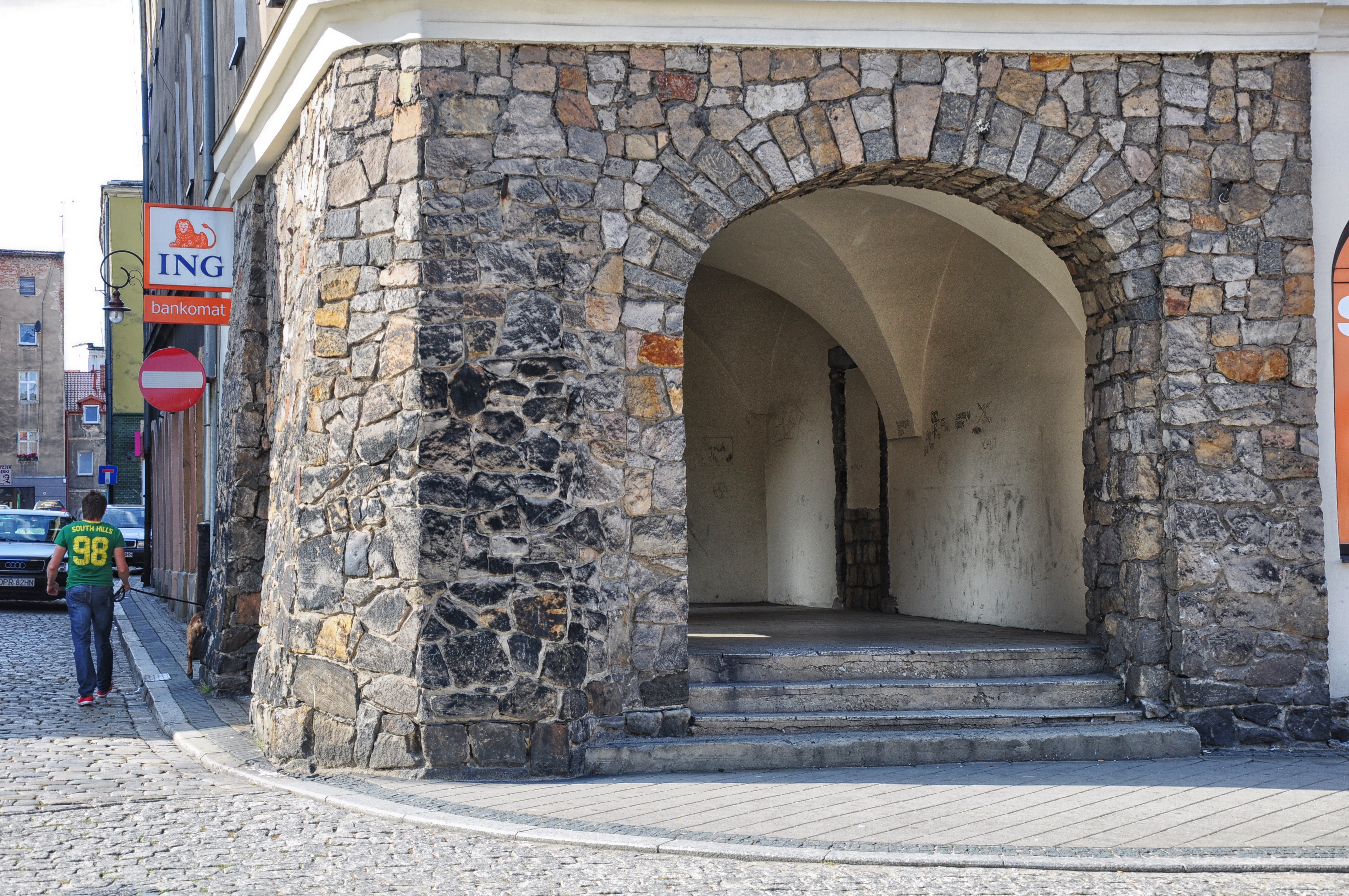
Miejsce, w którym znajdowała się restauracja „Arkady”

Do lat 90. XX wieku na Rynku znajdował się sklep sportowy. W dawnej kamienicy Weidingerów ulokowano Związek Nauczycielstwa Polskiego, sklep mięsny i sklep z męską garderobą, a w 2022 galerię sztuki „No Ba!”. Sklep z odzieżą, a później kantor wymiany walut na prudnickim Rynku prowadził Stanisław Szozda. 15 maja 1997 roku na Rynku rozpoczął się 7. etap Wyścigu Pokoju, który prowadził przez 135 km na górę Pradziad. Wygrał go Steffen Wesemann. Na przełomie lat 90. i 2000. przeprowadzono szereg prac renowacyjnych na Rynku. Wyremontowano wówczas ratusz, figurę św. Jana Nepomucena, fontannę i kolumnę maryjną.

## Zabytki

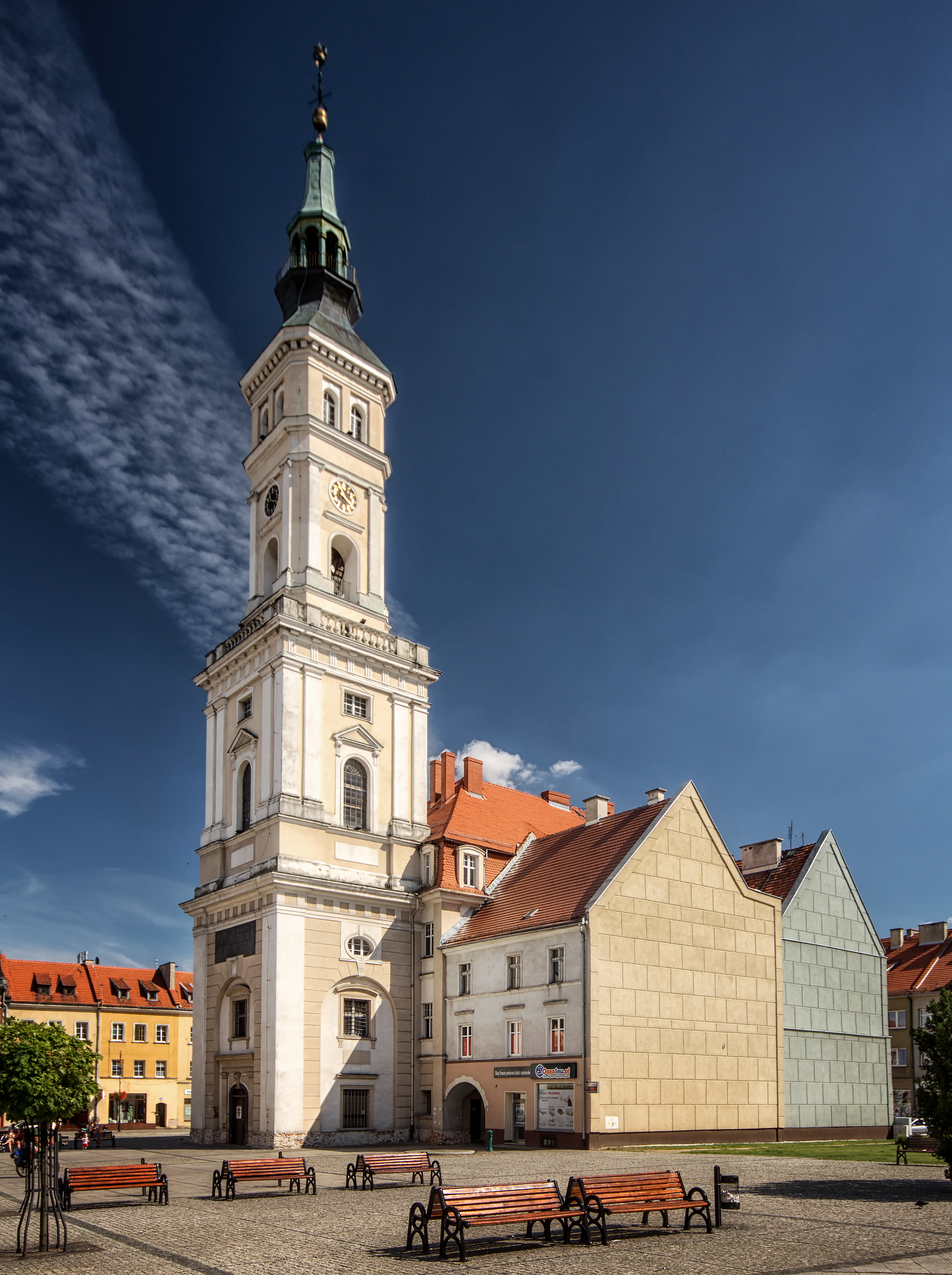
Ratusz

Do wojewódzkiego rejestru zabytków wpisane są:
- ratusz, 1840
- dom, Rynek 2 (d. 40), 1769
- dom, Rynek 3 (d. 41)
- dom, Rynek 22 (d. 32)
- dom, Rynek 25 (d. 2)
- dom, Rynek 26 (d. 11)

Do gminnej ewidencji zabytków zostały wpisane budynki przy ulicy Rynek pod numerami: 1 (ratusz), 2, 3, 4, 21, 22, 24, 25, 26.

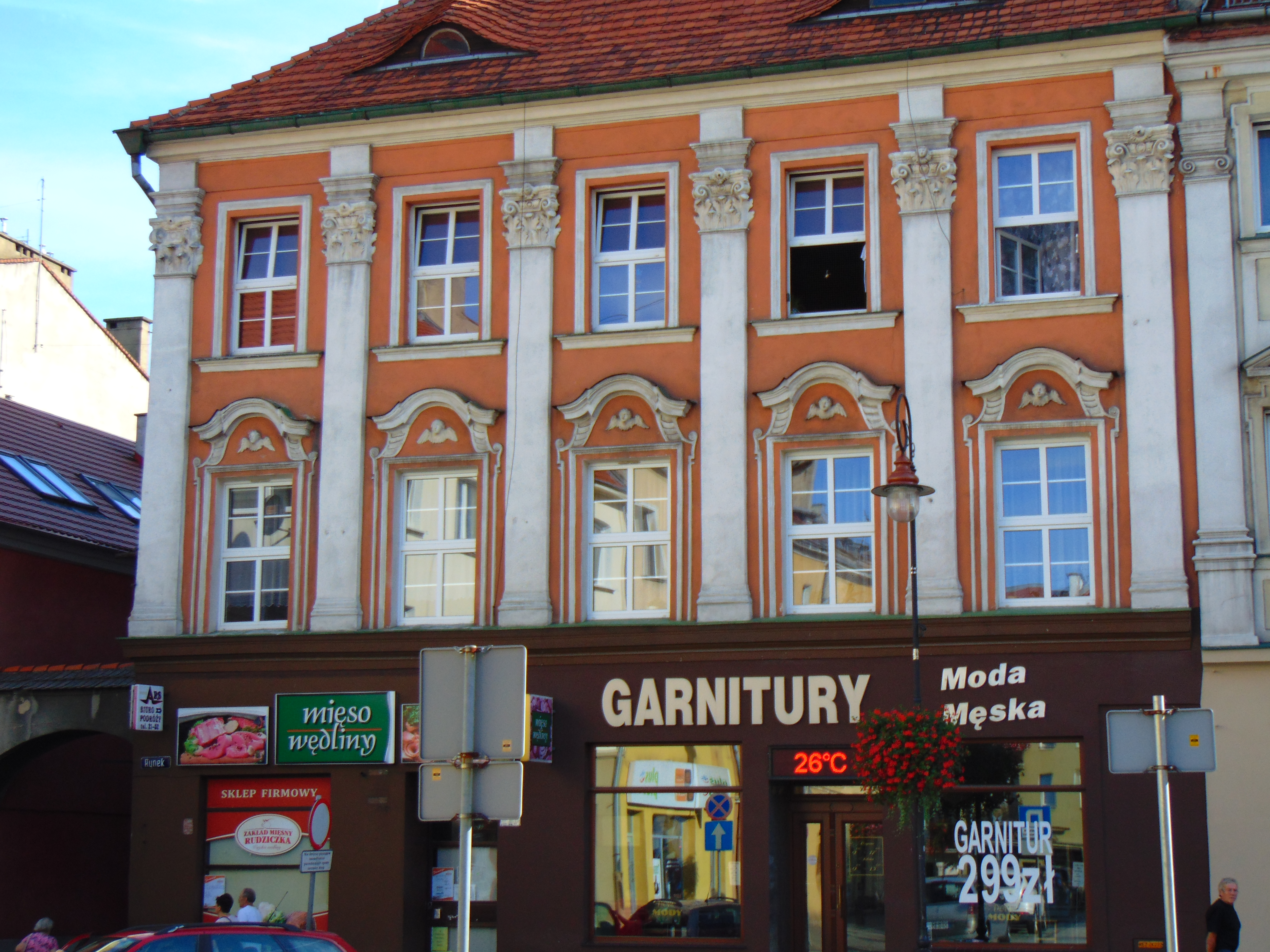
Rynek 2
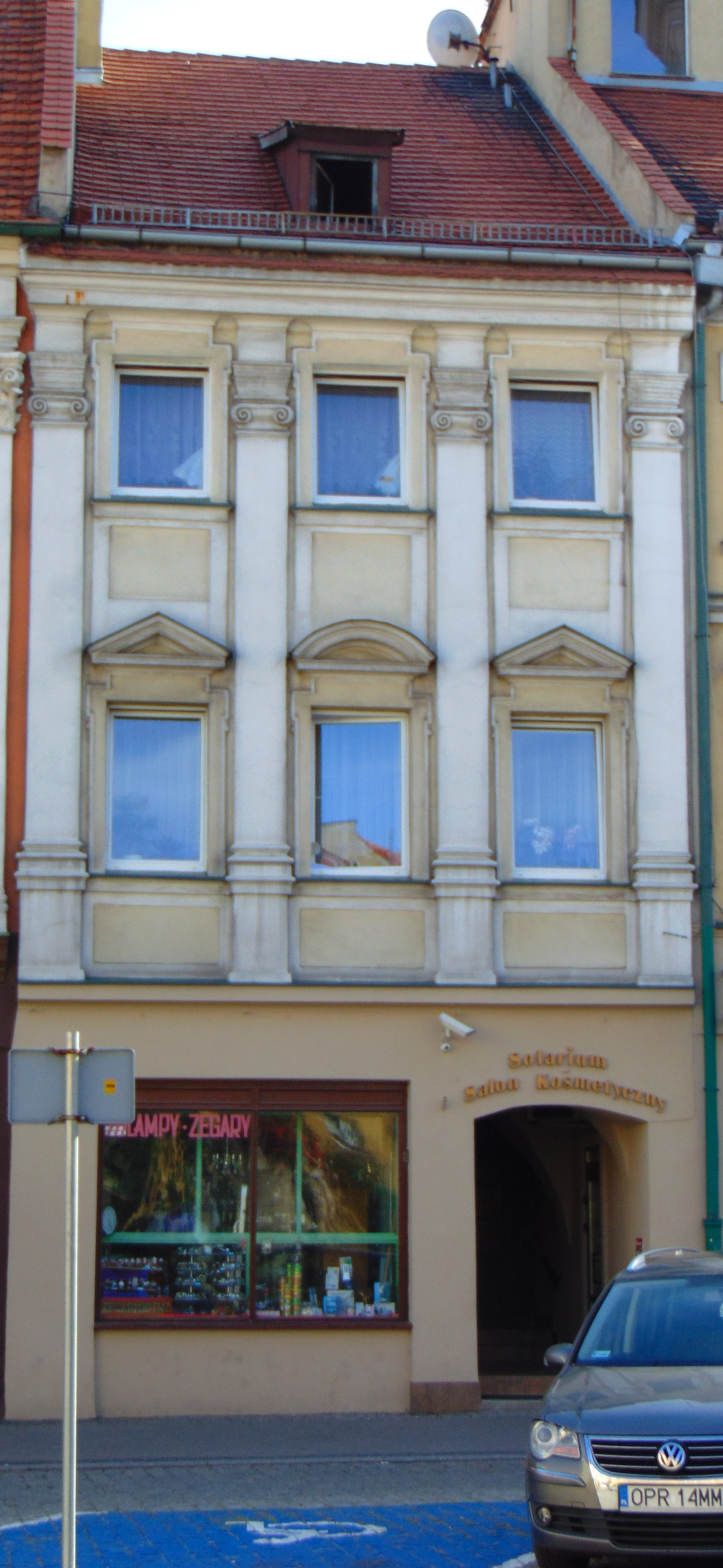
Rynek 3
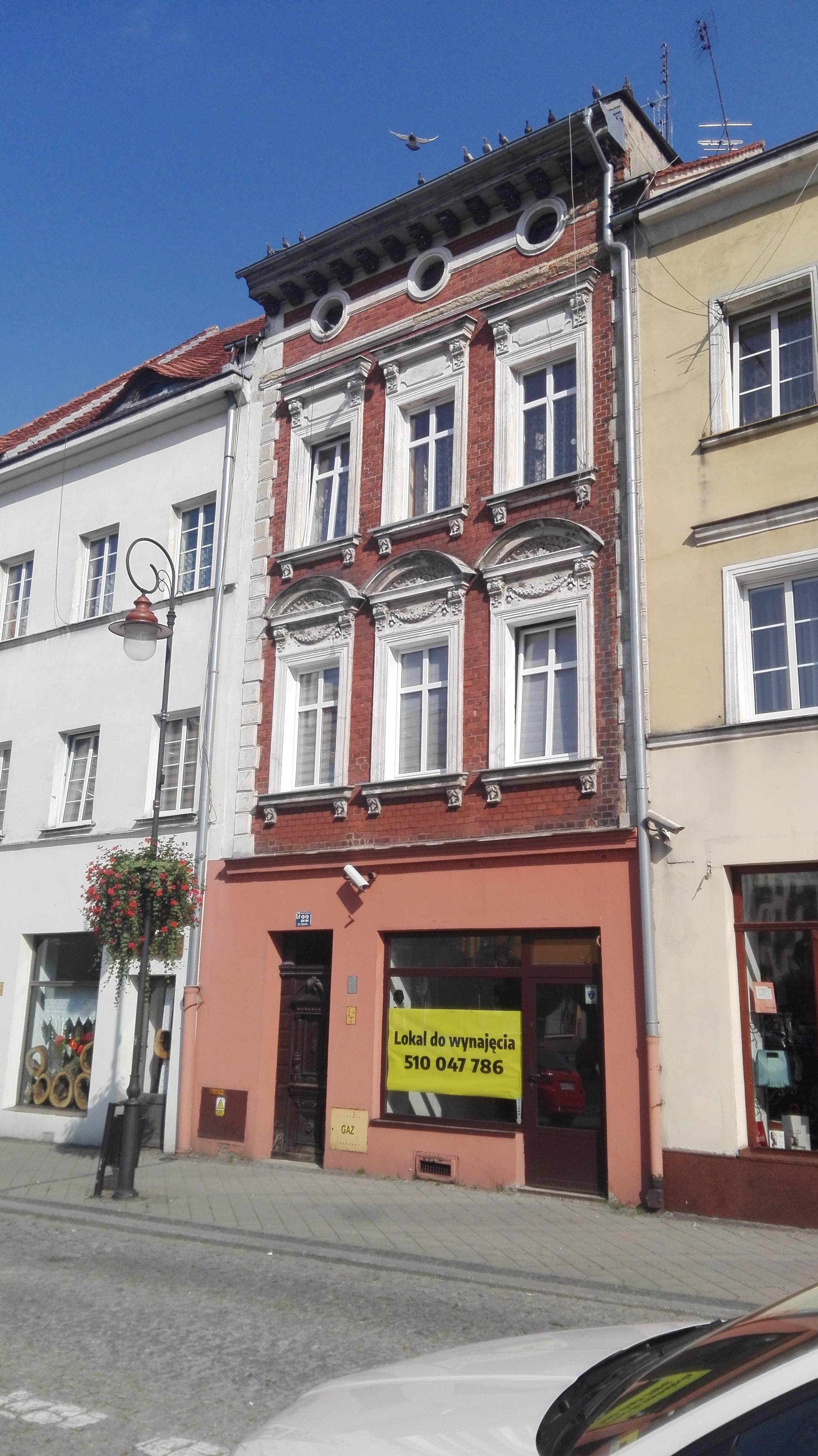
Rynek 22
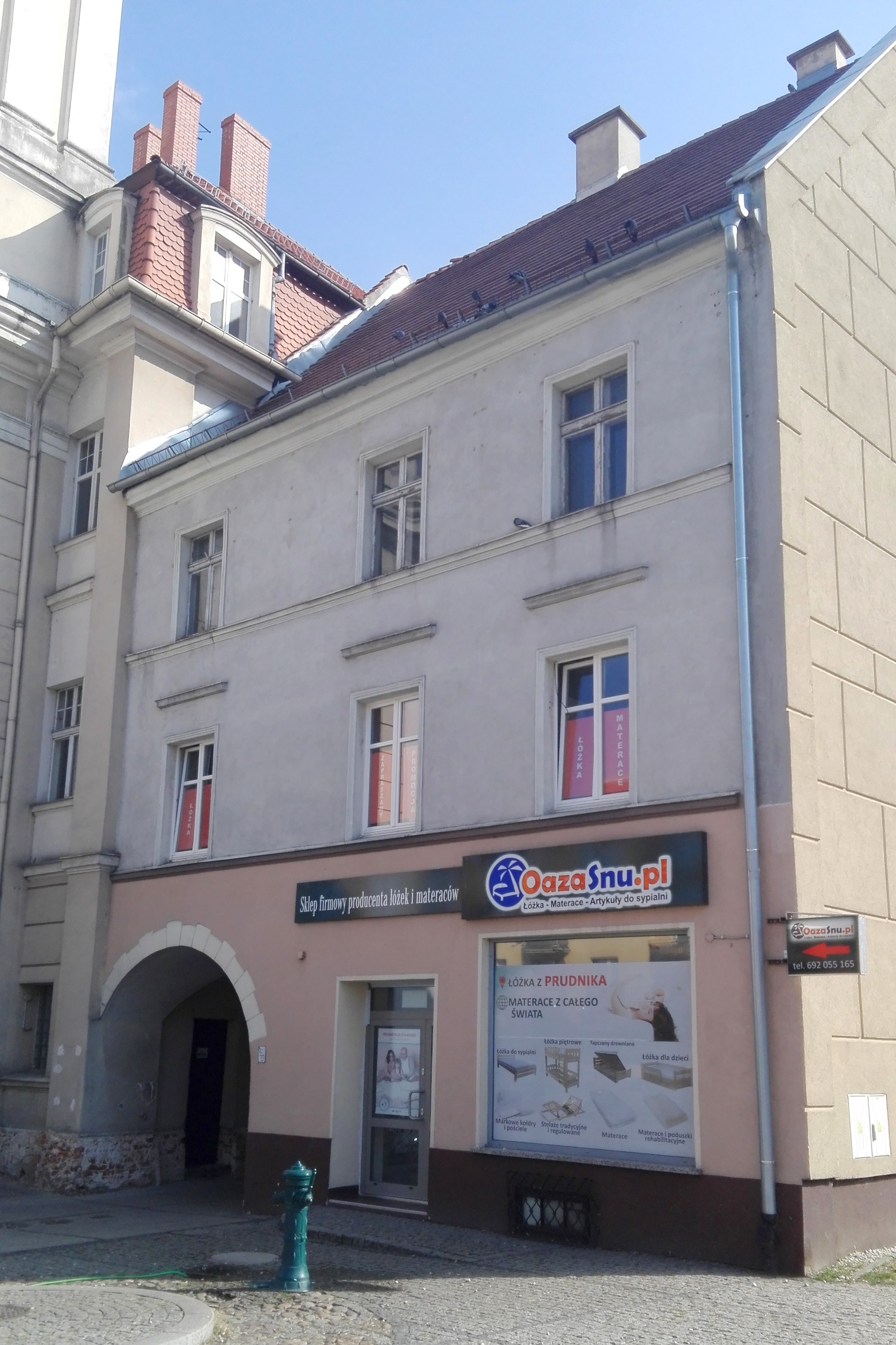
Rynek 25
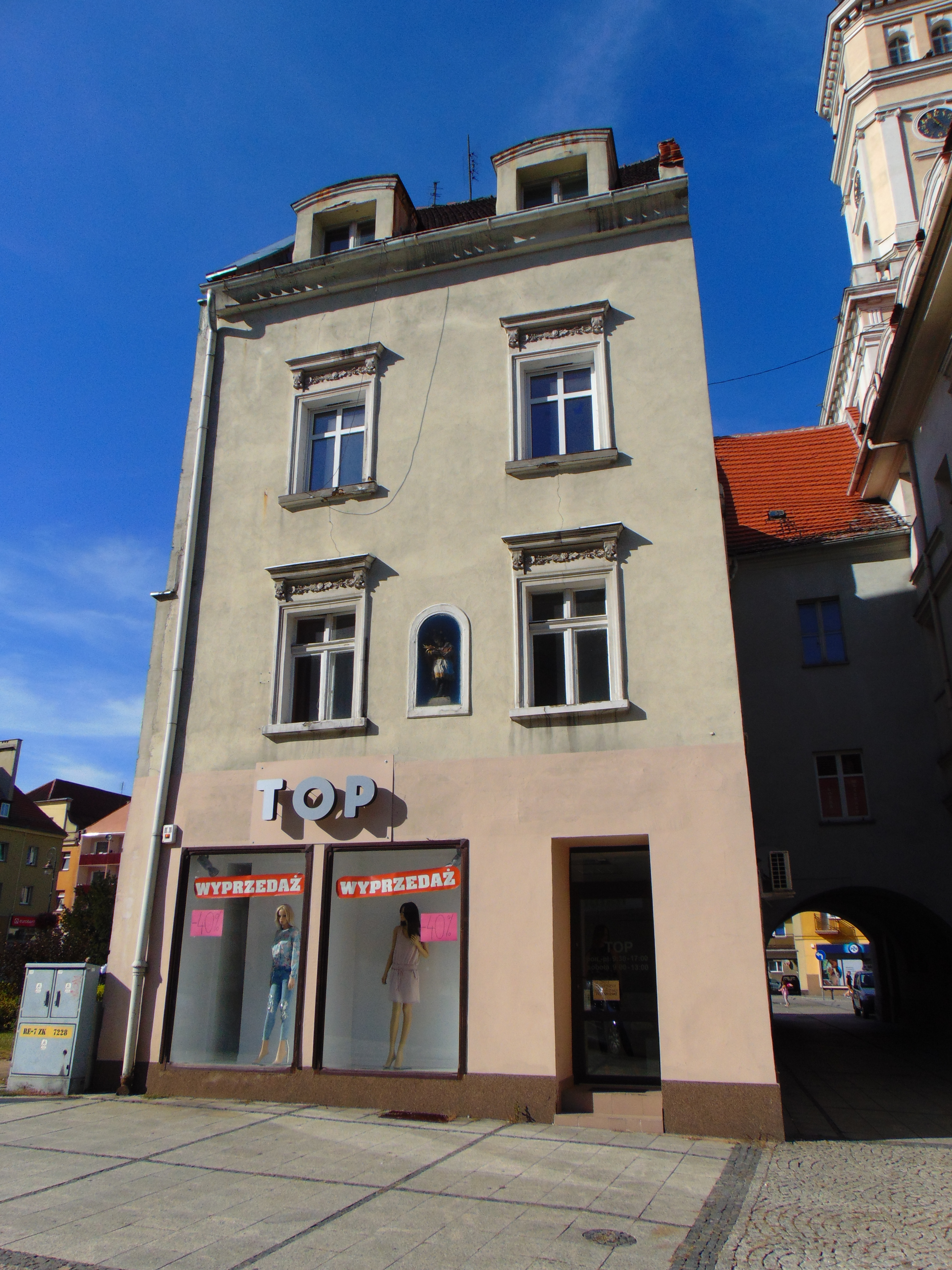
Rynek 26

Pozostałe obiekty zabytkowe:
- Kolumna Maryjna – barokowa, w północno-zachodnim narożu Rynku, wzniesiona w 1694[48].
- Fontanna Habsburgów – barokowa, w północno-wschodnim narożu Rynku, wzniesiona w 1696. Jest to najstarsza fontanna na Śląsku Opolskim[7].
- Figura św. Jana Nepomucena – barokowa, w południowo-wschodnim narożu Rynku, wzniesiona w 1733[48].

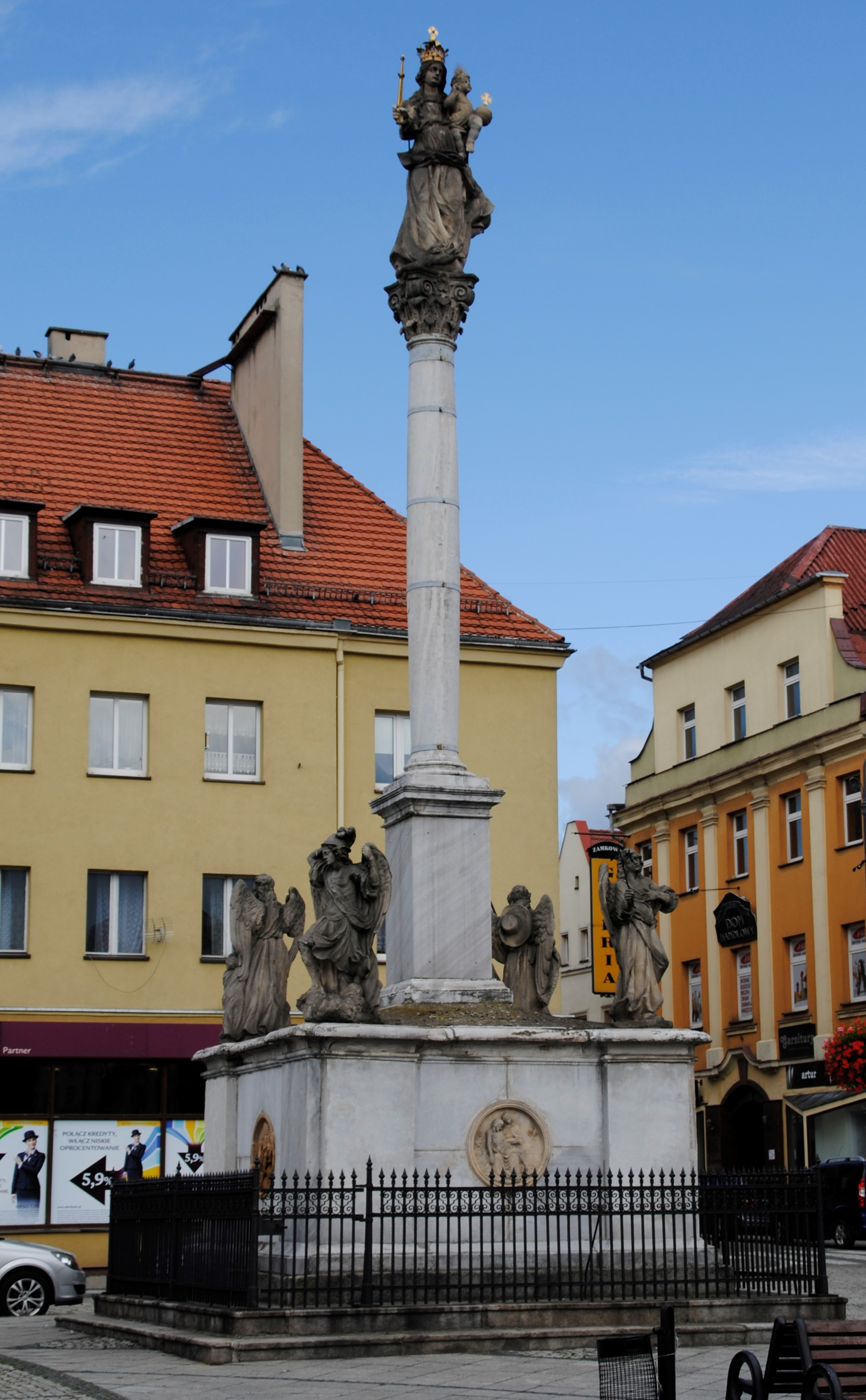
Kolumna Maryjna
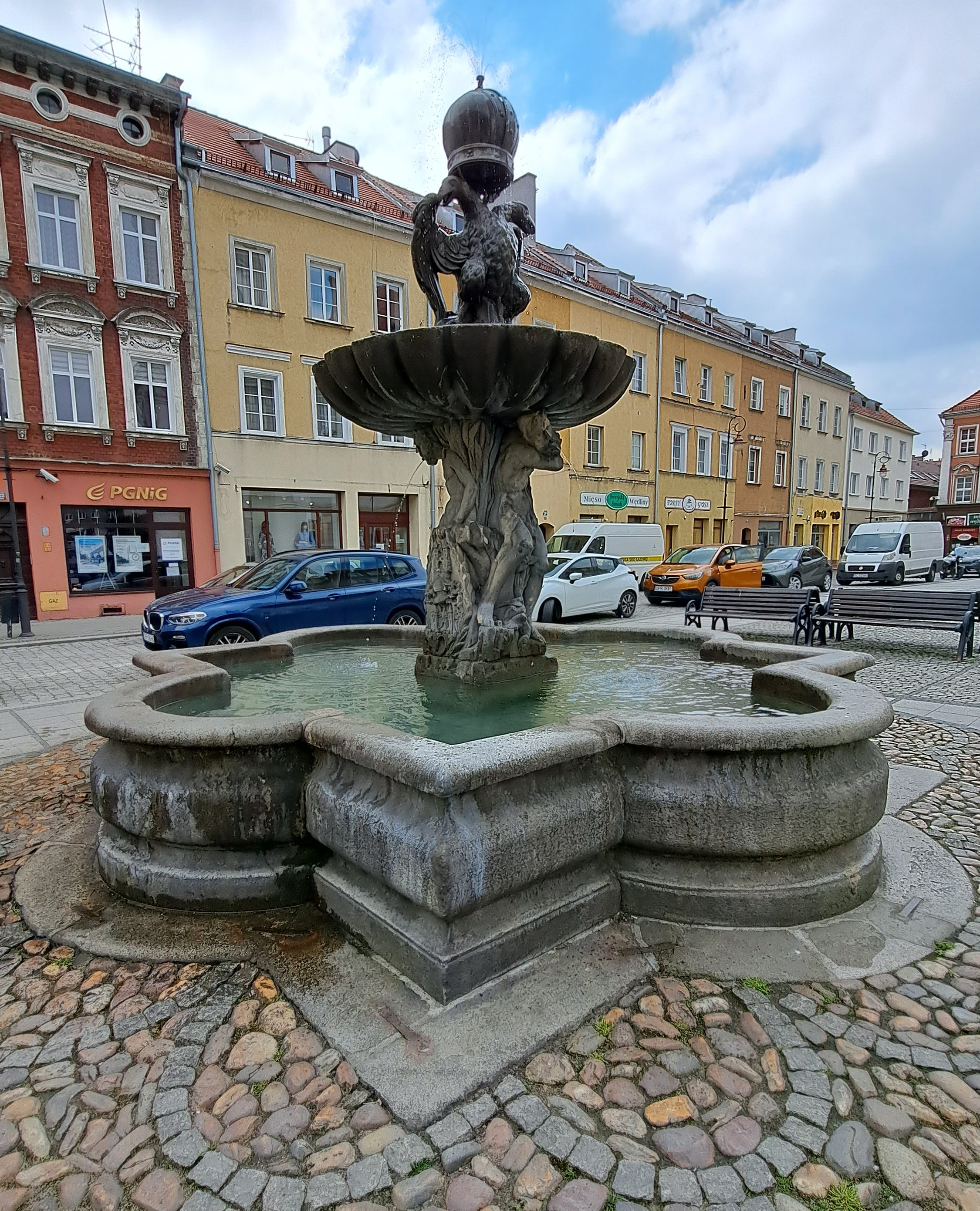
Fontanna Habsburgów
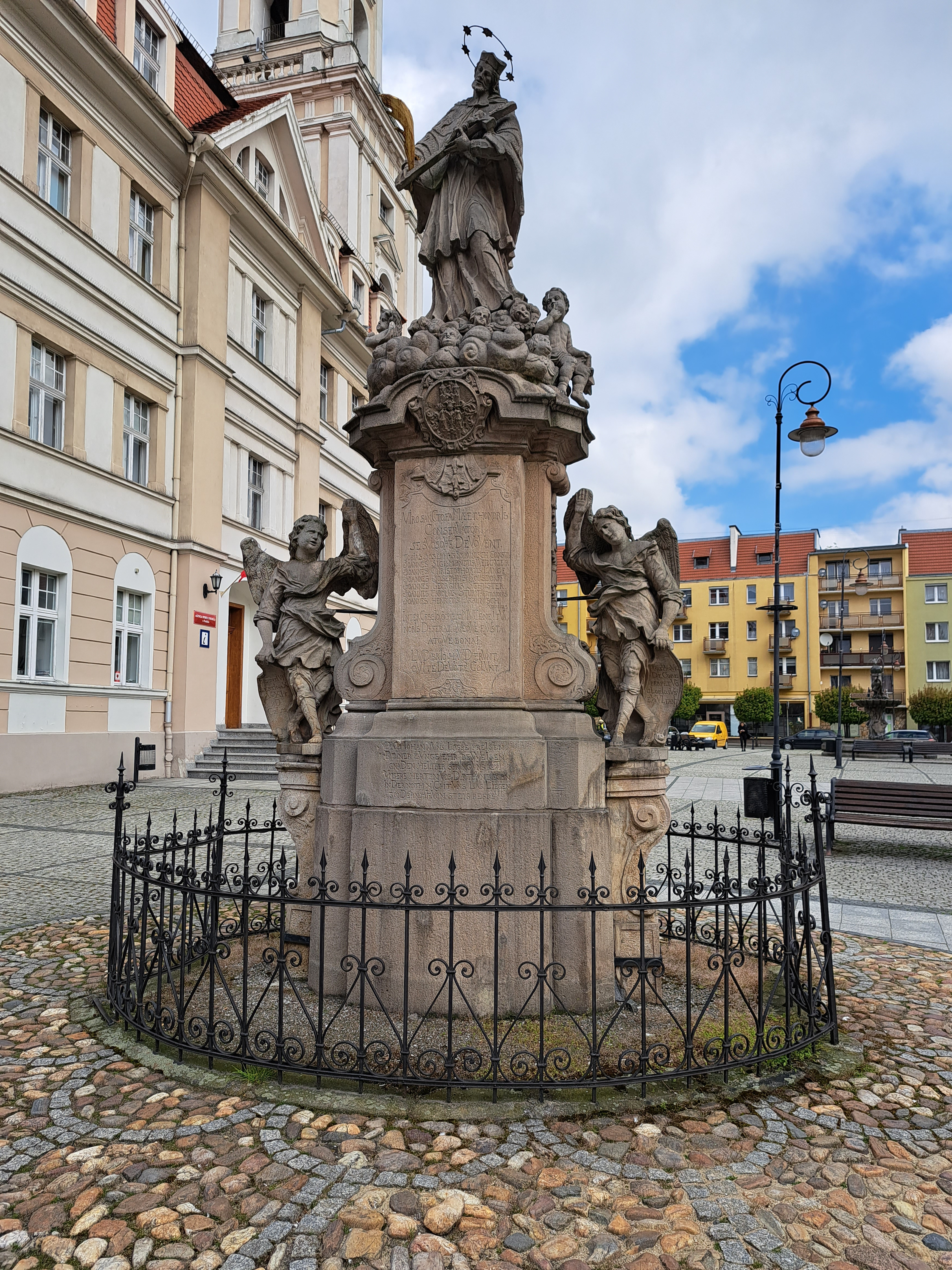
Figura św. Jana Nepomucena

## Wydarzenia

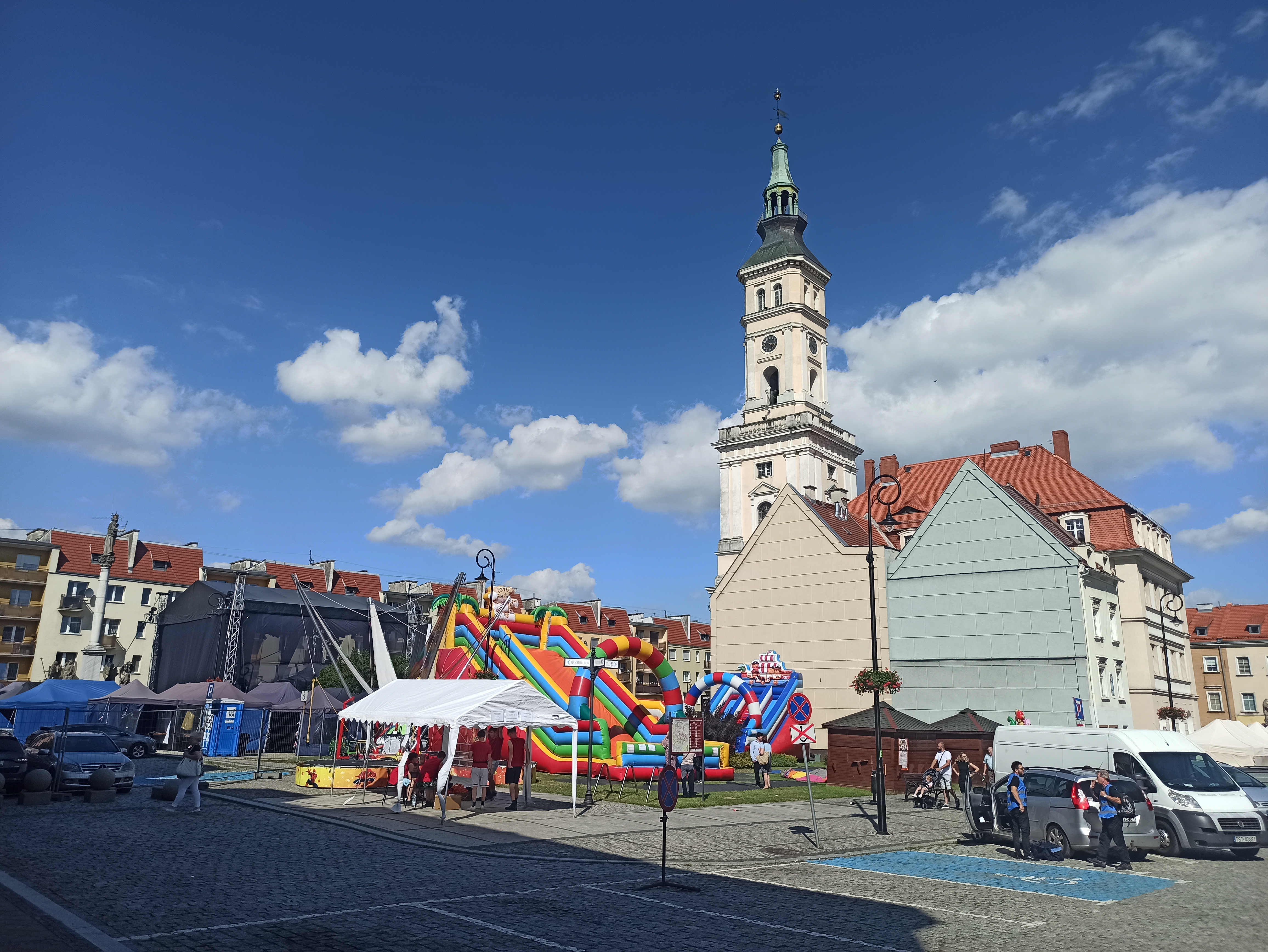
Rynek w czasie Dni Prudnika (2024)

Corocznie w czerwcu lub lipcu na prudnickim Rynku odbywa się impreza plenerowa Dni Prudnika, organizowana przez Prudnicki Ośrodek Kultury. Podczas Muzycznego Finału Dni Prudnika odbywają się koncerty popularnych artystów muzycznych reprezentujących gatunki takie jak rock, pop, hip-hop, poezja śpiewana, czy muzyka taneczna. Dodatkowo, do występów zapraszani są artyści związani z Prudnikiem i okolicą.

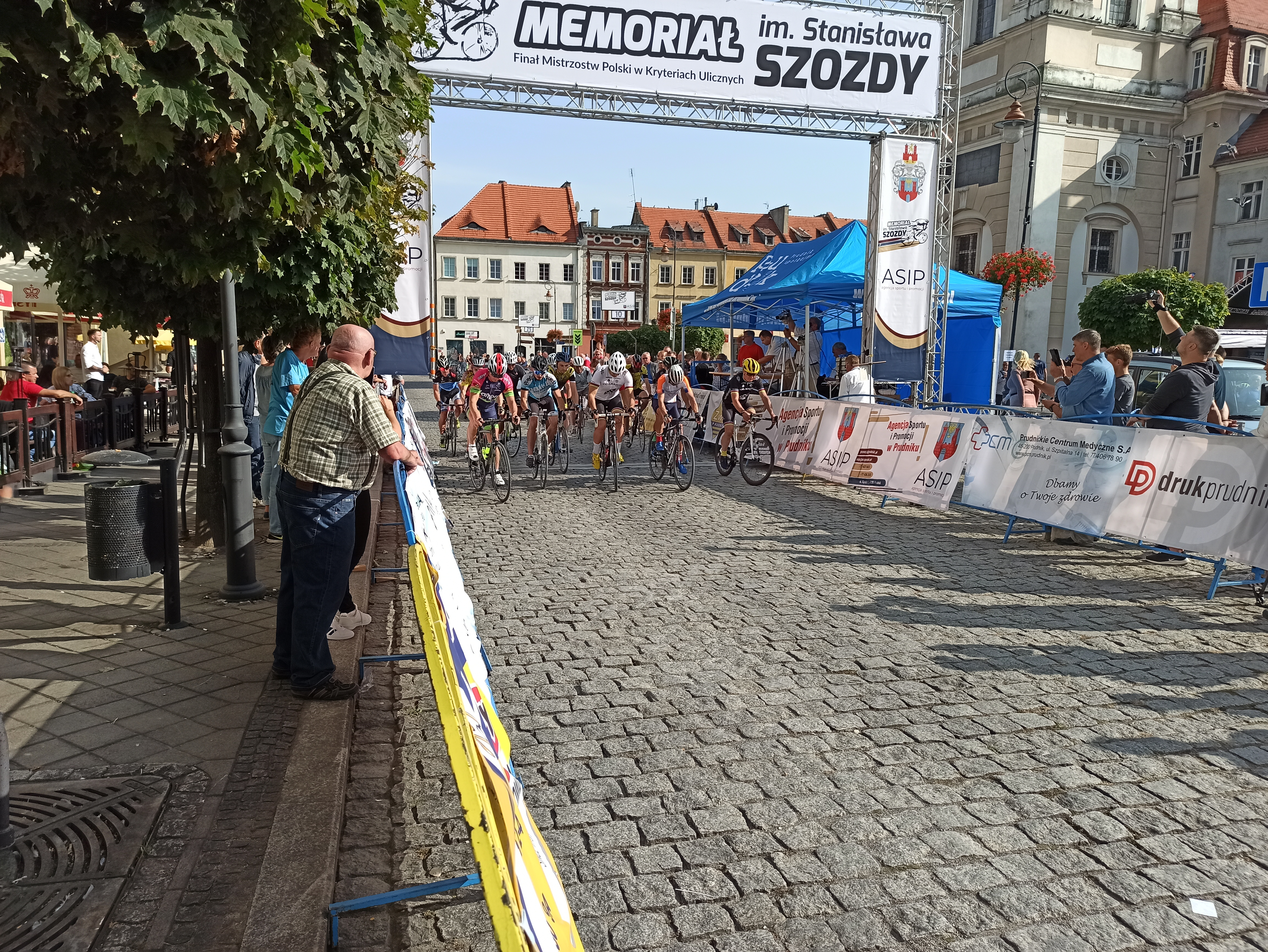
Memoriał Stanisława Szozdy (2020)

Corocznie od 2014 dla uczczenia pamięci Stanisława Szozdy na Rynku znajduje się meta wyścigu kolarskiego Memoriał Stanisława Szozdy. Poszczególne edycje wyścigu stanowiły finał mistrzostw Polski w kryteriach ulicznych.
W 2007 na Rynku odbyła się pierwsza edycja Międzynarodowego Festiwalu Jazzowego (Jazz Prudnik Festival). W późniejszych latach impreza zaczęła być organizowana w ogrodzie Prudnickiego Ośrodka Kultury.
Rynek w Prudniku jest miejscem, w którym organizowane bywają spotkania z politykami w obliczu nadchodzących wyborów. Gościł tu m.in. późniejszy prezydent Polski Andrzej Duda.

## Nawiązania i odniesienia w kulturze
W powieści Lato umarłych snów autorstwa niemieckiego pisarza Harry’ego Thürka, przedstawiającej sytuację Niemców w Prudniku tuż po II wojnie światowej, opisany został widok powojennego Rynku: „Na placu targowym, w rynku, gdzie niegdyś o tej porze chłopki z okolicy sprzedawały pierwsze wiosenne warzywa, stało dookoła kilka wozów konnych – polscy osadnicy ze Wschodu, którzy zapewne dopiero przybyli i oczekiwali na zakwaterowanie. […] Na skraju grupy znaleźli się pierwsi handlarze. Oferowali tytoń, wódkę, a także herbatę i kostki cukru, niektóre nieco zakurzone. Wydawało się, że były to pierwsze oznaki odrodzenia handlu”. Wspomniane zostały „zwęglone ruiny” hotelu Goldenes Kreuz, „podziurawiony granatami” ratusz w centrum Rynku, a także tunel biegnący przez gmach Urzędu Miejskiego.